# Schleswig-Holsteinischer Landtag
Der Schleswig-Holsteinische Landtag ist das Landesparlament des Landes Schleswig-Holstein. Es nimmt im politischen System Schleswig-Holsteins die Rolle des gesetzgebenden Organs (Legislative) ein. Seine parlamentarischen Funktionen und seine Zusammensetzung werden grundsätzlich durch den Artikel 16 der Landesverfassung geregelt. Der Landtag wird für fünf Jahre gewählt. Er bestimmt den Ministerpräsidenten (derzeit Daniel Günther) des Landes Schleswig-Holstein. Ähnlich wie bei anderen Landesparlamenten liegen seine Hauptzuständigkeiten in den Bereichen Bildung, Kultur, Raumordnung und Innenpolitik.

## Fraktionen
Der Landtag setzt sich aus folgenden Fraktionen zusammen: CDU (34 Sitze), Bündnis 90/Die Grünen (14 Sitze), SPD (12 Sitze), FDP (5 Sitze) und SSW (4 Sitze).

## Wahlrecht
Seit dem Jahr 2000 wird der Landtag mit einem modifizierten Verhältniswahlrecht mit zwei Stimmen und Fünf-Prozent-Hürde, ähnlich dem der Bundestagswahl, gewählt. 2012 zogen 35 Kandidaten über ein Direktmandat ein, weitere 34 wurden über eine Landesliste gewählt.
Der SSW ist als Vertretung der dänischen Minderheit im Ergebnis der Verhandlungen vor den Bonn-Kopenhagener Erklärungen von der Fünf-Prozent-Hürde ausgenommen. Eine Klage des Landesverbandes Schleswig-Holstein der Jungen Union gegen diese Regelung wurde vom Schleswig-Holsteinischen Landesverfassungsgericht mit Urteil vom 13. September 2013 abgewiesen, das damit die Sonderstellung des SSW im Wahlrecht bestätigte.

## Gebäude

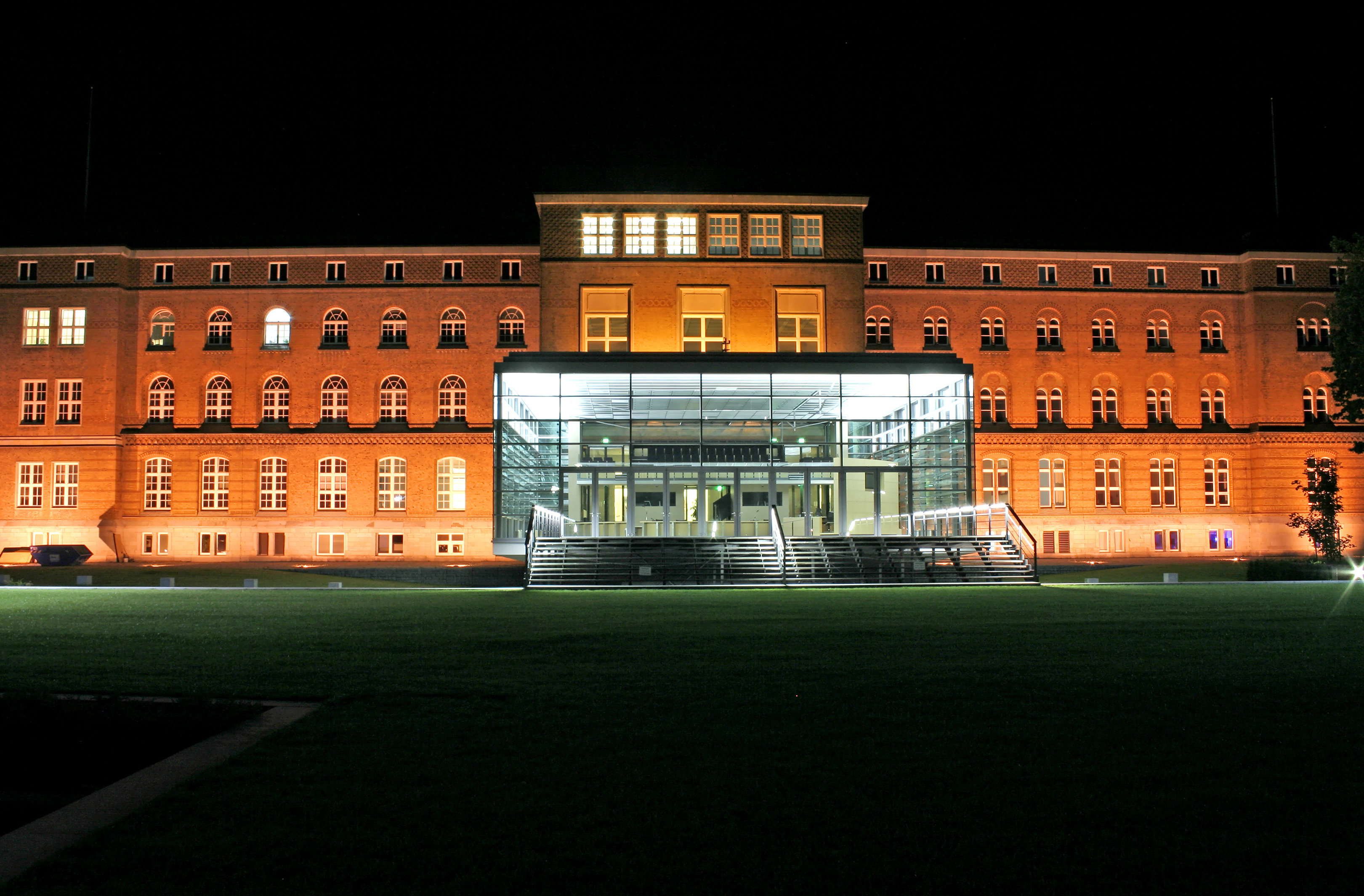
Schleswig-Holsteinischer Landtag

Sitz des Landtages ist seit 3. Mai 1950 das Landeshaus Kiel. Es wurde 1888 als Marineakademie der kaiserlichen Marine errichtet. Umbauten erfolgten mehrfach, zuletzt wurde im April 2003 ein neuer Plenarsaal nach einem Entwurf des hannoverschen Architektenteams Anja Brüning und Wolfgang-Michael Pax fertiggestellt.
In den Jahren von 1946 bis 1950 tagte der Landtag in Kiel (Stadttheater, Milchforschungsanstalt, Pädagogische Akademie), im Lübecker Rathaus, in Flensburg und Eckernförde. Eine Sitzung wurde in Kiel unterbrochen und in Surendorf (Gemeinde Schwedeneck) fortgesetzt.

### Kunst
In den Räumen des Landeshauses finden wechselnde Kunstausstellungen statt, welche kostenlos besichtigt werden können.
So wurde unter anderem 2022 das 'Werner' Motorrad ausgestellt.

## Präsidium
Dem Präsidium gehören in der 20. Wahlperiode an:
- Präsidentin des Landtags: Kristina Herbst (CDU)
- Erste Vizepräsidentin: Eka von Kalben (Bündnis 90/Die Grünen)
- Vizepräsident: Peter Lehnert (CDU)
- Vizepräsidentin: Beate Raudies (SPD)
- Vizepräsidentin: Annabell Krämer (FDP)
- Vizepräsidentin: Jette Waldinger-Thiering (SSW)

## Besonderheiten

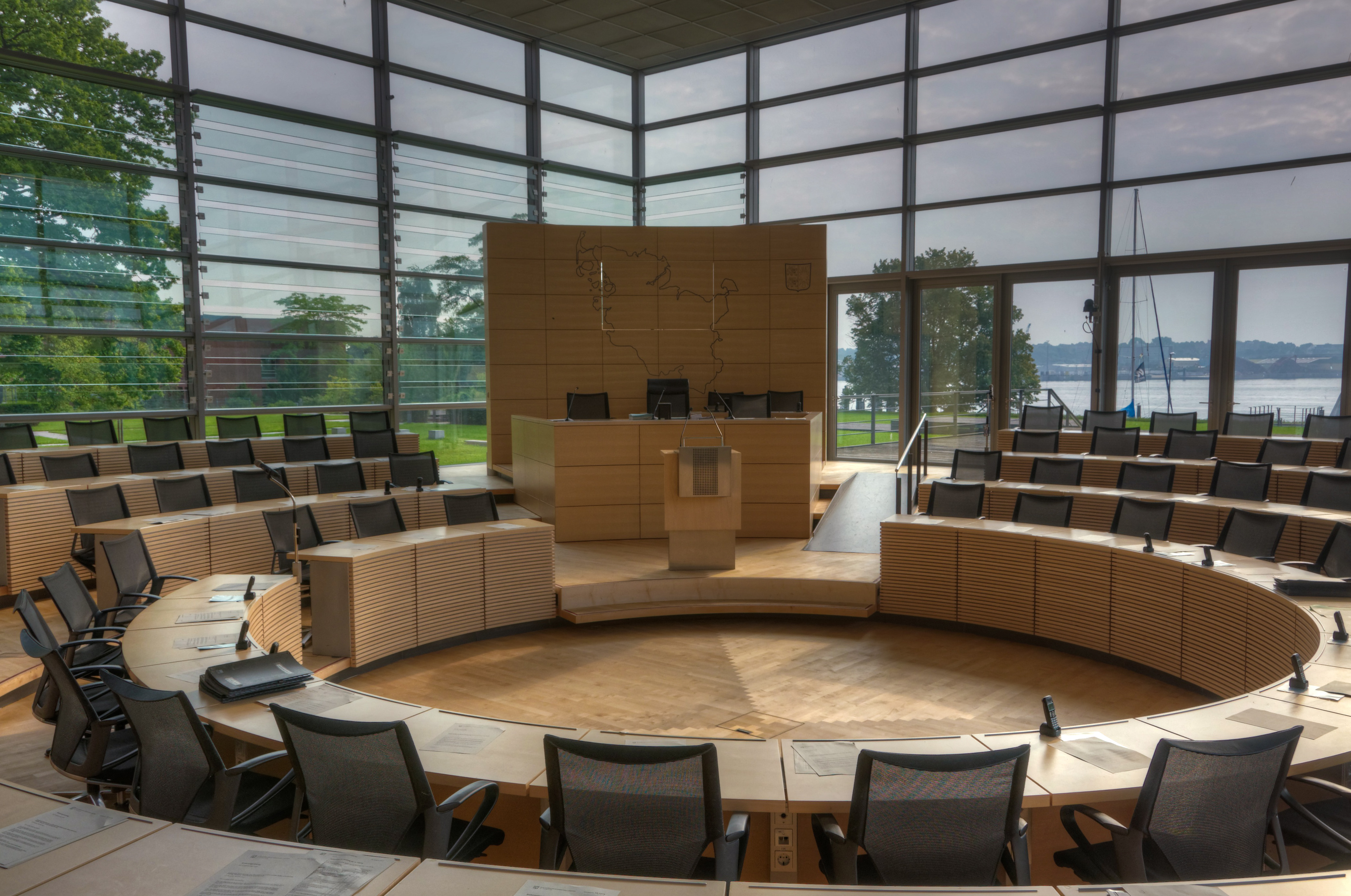
Plenarsaal

Mindestens dreimal (1979, 1992, 2009) konnten die im Landtag vertretenen Oppositionsparteien zusammen mehr Wählerstimmen (aber weniger Landtagssitze) auf sich vereinen als die Regierungspartei(en).

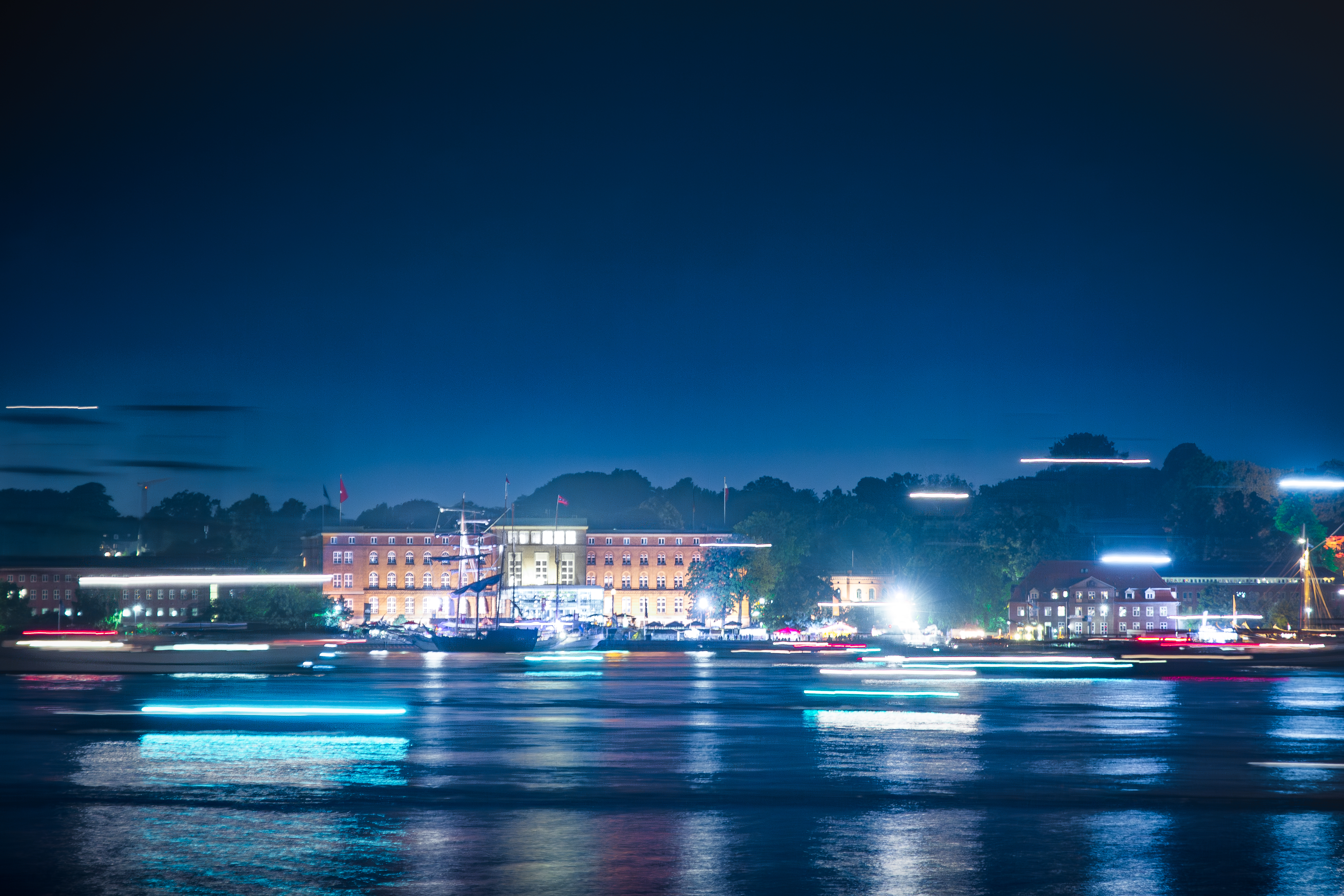
Das Landtagsgebäude direkt am Wasser

Die Sitzverteilung des 2009 gewählten Landtages wurde von mehreren Oppositionsparteien gerichtlich angefochten, da die vorgenommene Beschränkung der Ausgleichsmandate nach ihrer Meinung der Landesverfassung widerspreche. Am 30. August 2010 erklärte daraufhin das Schleswig-Holsteinische Landesverfassungsgericht das Wahlrecht für nicht mit der Landesverfassung vereinbar, allerdings aus anderem Grund (die starke Vergrößerung des Landtages durch die vergebenen Überhangs- und auf Ausgleichsmandate verstößt gegen die in der Landesverfassung festgelegte Landtagsgröße von 69 Abgeordneten). Das Wahlrecht musste daher bis Mai 2011 geändert und der Landtag bis spätestens am 30. September 2012 nach diesem neuen Wahlrecht neu gewählt werden. CDU, SPD und FDP beschlossen daraufhin die Verringerung der Anzahl der Direktmandate von 40 auf 35 und strichen gegen den Widerstand der anderen Parteien die festgelegte Landtagsgröße aus der Verfassung, um die Verfassungswidrigkeit zu beheben. Im Mai 2012 wurde mit dem neuen Wahlrecht neu gewählt.
Zur Bildung einer Landtagsfraktion sind mindestens vier Abgeordnete erforderlich. Eine Ausnahme stellt der SSW dar, der als Vertreter einer nationalen Minderheit unabhängig von der Abgeordnetenzahl immer die Rechte einer Fraktion erhält.

## Ausschüsse und weitere Gremien
Der Landtag hat zur Vorbereitung seiner Beschlüsse in der 20. Wahlperiode gemäß § 9 seiner Geschäftsordnung die folgenden ständigen Ausschüsse gebildet:
- 1. den Ausschuss für Verfassung, innere Verwaltung, Justiz, Polizei, Integration, Medien, Sport, Wohnungs- und Städtebau, Landesentwicklung, Geschäftsordnung, Wahl- und Abstimmungsprüfung (Innen- und Rechtsausschuss)
- 2. den Ausschuss für Finanzen (Finanzausschuss)
- 3. den Ausschuss für Bildung, Wissenschaft und Kultur (Bildungsausschuss)
- 4. den Ausschuss für Landwirtschaft, Verbraucherschutz, Fischerei, Forsten, Natur und Umwelt (Umwelt- und Agrarausschuss)
- 5. den Ausschuss für Wirtschaft, Digitalisierung, Technik, Verkehr, Tourismus, Energie, Reaktorsicherheit und Strahlenschutz (Wirtschafts- und Digitalisierungsausschuss)
- 6. den Ausschuss für Arbeit und Soziales, Familie, Jugend, Gleichstellung und Gesundheit (Sozialausschuss)
- 7. den Ausschuss für Bürgerinitiativen, andere Petitionen und Anhörungen zu Initiativen aus dem Volk (Petitionsausschuss)
- 8. den Ausschuss für Bundes- und Europaangelegenheiten, für Kooperationen im Ostsee- und Nordseeraum und für Minderheiten (Europaausschuss)
- 9. den Ausschuss für die Zusammenarbeit der Länder Schleswig-Holstein und Hamburg

Weitere Gremien sind:
- Parlamentarisches Kontrollgremium
- Datenschutzgremium
- G 10-Kommission gemäß § 26 Abs. 2 des Gesetzes über den Verfassungsschutz im Lande Schleswig-Holstein
- Gremium nach § 8a Absatz 3 Landesministergesetz
- Gremium für Fragen der friesischen Volksgruppe im Lande Schleswig-Holstein
- Gremium für Fragen der deutschen Minderheit in Nordschleswig
- Gremium für Fragen der Minderheit der deutschen Sinti und Roma in Schleswig-Holstein
- Beirat Niederdeutsch

## Geschichtliche Übersicht
Es gab von 1868 bis zu seiner Auflösung am 1. Januar 1934 in der damaligen Provinz Schleswig-Holstein den Provinziallandtag Schleswig-Holstein.
Nach dem Zweiten Weltkrieg war Schleswig-Holstein Teil der britischen Besatzungszone. Mit Verordnung vom 7. Februar 1946 schuf die britische Militärregierung ein Gremium mit beratender Funktion. Sie ernannte seine 60 Mitglieder (siehe ernannter Landtag). Das Gremium bestand bis zur Landtagswahl am 20. April 1947 und tagte neun Mal.
| Schleswig-Holsteinischer Landtag | Schleswig-Holsteinischer Landtag | Schleswig-Holsteinischer Landtag | Schleswig-Holsteinischer Landtag | Schleswig-Holsteinischer Landtag | Schleswig-Holsteinischer Landtag | Schleswig-Holsteinischer Landtag | Schleswig-Holsteinischer Landtag | Schleswig-Holsteinischer Landtag | Schleswig-Holsteinischer Landtag | Schleswig-Holsteinischer Landtag | Schleswig-Holsteinischer Landtag | Schleswig-Holsteinischer Landtag                                                                       | Kabinett                   | Besonderheiten                                                                                  |
| Wahlperiode                      | Wahlperiode                      | Wahlperiode                      | Wahlperiode                      | Sitzverteilung                   | Sitzverteilung                   | Sitzverteilung                   | Sitzverteilung                   | Sitzverteilung                   | Sitzverteilung                   | Sitzverteilung                   | Sitzverteilung                   | Landtagspräsident                                                                                      | Kabinett                   | Besonderheiten                                                                                  |
|                                  | Wahltag                          | Beginn                           | Ende                             | Gesamt                           | SPD                              | CDU                              | FDP                              | GRÜNE                            | SSW                              | BHE                              | Sonstige                         | Landtagspräsident                                                                                      | Kabinett                   | Besonderheiten                                                                                  |
| -------------------------------- | -------------------------------- | -------------------------------- | -------------------------------- | -------------------------------- | -------------------------------- | -------------------------------- | -------------------------------- | -------------------------------- | -------------------------------- | -------------------------------- | -------------------------------- | --- | -------------------------- | ----------------------------------------------------------------------------------------------- |
| 1.                               | 20.04.1947                       | 08.05.1947                       | 07.08.1950                       | 70                               | 43                               | 21                               | –                                | –                                | 6                                | –                                | –                                | Karl Ratz (SPD)                                                                                        | Lüdemann Diekmann          |                                                                                                 |
| 2.                               | 09.07.1950                       | 07.08.1950                       | 06.08.1954                       | 69                               | 19                               | 16                               | 8                                | –                                | 4                                | 15                               | 7 (DP)                           | Karl Ratz (SPD)                                                                                        | Bartram Lübke I Lübke II   |                                                                                                 |
| 3.                               | 12.09.1954                       | 06.08.1954                       | 10.10.1958                       | 69                               | 25                               | 25                               | 5                                | –                                | –                                | 10                               | 4 (SHB)                          | Walther Böttcher (CDU)                                                                                 | von Hassel I               |                                                                                                 |
| 4.                               | 28.09.1958                       | 10.10.1958                       | 26.10.1962                       | 69                               | 26                               | 33                               | 3                                | –                                | 2                                | 5                                | –                                | Walther Böttcher (CDU) bis 16. September 1959 Claus-Joachim von Heydebreck (CDU) ab 29. September 1959 | von Hassel II              |                                                                                                 |
| 5.                               | 23.09.1962                       | 26.10.1962                       | 16.05.1967                       | 69                               | 29                               | 34                               | 5                                | –                                | 1                                | –                                | –                                | Claus-Joachim von Heydebreck (CDU) bis 6. April 1964 Paul Rohloff (CDU) ab 6. April 1964               | von Hassel II Lemke I      | Wechsel von von Hassel in die Bundesregierung                                                   |
| 6.                               | 23.04.1967                       | 16.05.1967                       | 15.05.1971                       | 73                               | 30                               | 34                               | 4                                | –                                | 1                                | –                                | 4 (NPD)                          | Paul Rohloff (CDU)                                                                                     | Lemke II                   |                                                                                                 |
| 7.                               | 25.04.1971                       | 15.05.1971                       | 26.05.1975                       | 73                               | 32                               | 40                               | –                                | –                                | 1                                | –                                | –                                | Helmut Lemke (CDU)                                                                                     | Stoltenberg I              |                                                                                                 |
| 8.                               | 13.04.1975                       | 26.05.1975                       | 26.05.1979                       | 73                               | 30                               | 37                               | 5                                | –                                | 1                                | –                                | –                                | Helmut Lemke (CDU)                                                                                     | Stoltenberg II             |                                                                                                 |
| 9.                               | 29.04.1979                       | 29.05.1979                       | 12.04.1983                       | 72                               | 31                               | 37                               | 4                                | –                                | 1                                | –                                | –                                | Helmut Lemke (CDU)                                                                                     | Stoltenberg III Barschel I | Wechsel von Stoltenberg in die Bundesregierung                                                  |
| 10.                              | 13.03.1983                       | 12.04.1983                       | 02.10.1987                       | 74                               | 34                               | 39                               | –                                | –                                | 1                                | –                                | –                                | Rudolf Titzck (CDU)                                                                                    | Barschel II                |                                                                                                 |
| 11.                              | 13.09.1987                       | 02.10.1987                       | 31.05.1988                       | 74                               | 36                               | 33                               | 4                                | –                                | 1                                | –                                | –                                | Lianne Paulina-Mürl (SPD)                                                                              | Schwarz                    | Barschel-Affäre; vorzeitige Auflösung                                                           |
| 12.                              | 08.05.1988                       | 31.05.1988                       | 05.05.1992                       | 74                               | 46                               | 27                               | –                                | –                                | 1                                | –                                | –                                | Lianne Paulina-Mürl (SPD)                                                                              | Engholm I                  |                                                                                                 |
| 13.                              | 05.04.1992                       | 05.05.1992                       | 23.04.1996                       | 89                               | 45                               | 32                               | 5                                | –                                | 1                                | –                                | 6 (DVU)                          | Ute Erdsiek-Rave (SPD)                                                                                 | Engholm II Simonis I       | Rücktritt von Engholm                                                                           |
| 14.                              | 24.03.1996                       | 23.04.1996                       | 28.03.2000                       | 74                               | 33                               | 30                               | 4                                | 6                                | 1                                | –                                | –                                | Heinz-Werner Arens (SPD)                                                                               | Simonis II                 |                                                                                                 |
| 15.                              | 27.02.2000                       | 28.03.2000                       | 17.03.2005                       | 89                               | 41                               | 33                               | 7                                | 5                                | 3                                | –                                | –                                | Heinz-Werner Arens (SPD)                                                                               | Simonis III                |                                                                                                 |
| 16.                              | 20.02.2005                       | 17.03.2005                       | 27.10.2009                       | 69                               | 29                               | 30                               | 4                                | 4                                | 2                                | –                                | –                                | Martin Kayenburg (CDU)                                                                                 | Carstensen I               | Gescheiterte Ministerpräsidentenwahl 2005; Vorzeitige Auflösung nach verlorener Vertrauensfrage |
| 17.                              | 27.09.2009                       | 27.10.2009                       | 05.06.2012                       | 95                               | 25                               | 34                               | 14                               | 12                               | 4                                | –                                | 6 (Linke)                        | Torsten Geerdts (CDU)                                                                                  | Carstensen II              | Vorzeitige Neuwahl aufgrund Verfassungsgerichtsurteil notwendig                                 |
| 18.                              | 06.05.2012                       | 05.06.2012                       | 06.06.2017                       | 69                               | 22                               | 22                               | 6                                | 10                               | 3                                | –                                | 6 (Piraten)                      | Klaus Schlie (CDU)                                                                                     | Albig                      |                                                                                                 |
| 19.                              | 07.05.2017                       | 06.06.2017                       | 07.06.2022                       | 73                               | 21                               | 25                               | 9                                | 10                               | 3                                | –                                | 5 (AfD)                          | Klaus Schlie (CDU)                                                                                     | Günther I                  |                                                                                                 |
| 20.                              | 08.05.2022                       | 07.06.2022                       |                                  | 69                               | 12                               | 34                               | 5                                | 14                               | 4                                | –                                | –                                | Kristina Herbst (CDU)                                                                                  | Günther II                 |                                                                                                 |

## Parlamentspartnerschaften
Die Partnerschaftsabkommen bilden die Grundlage für die Zusammenarbeit der Regionalparlamente. Dies zeigt sich in grenzüberschreitenden Projekten, Kultur- und Wissenschaftsaustausch und Kontakten der Verwaltungen.
- Sejmik der Woiwodschaft Westpommern (Polen)
- Sejmik der Woiwodschaft Pommern (Polen)
- Gebietsduma der Oblast Kaliningrad (Russland)

Daneben hat der Landtag seit 2016 Beobachterstatus beim Nordischen Rat.

## Parlamentszeitung
Die Parlamentszeitung Der Landtag wird viermal jährlich aktualisiert auf der Website des Landtags zum Download angeboten.